# سلاق نوري
سلاق نوري (بالفارسية: سلاق نوری) هي قرية تقع في غلستان في إيران. يقدر عدد سكانها بـ 445 نسمة بحسب إحصاء 2016.